# Санатрук II (правитель Хатры)
Санатрук II — последний правитель Хатры, правивший приблизительно с 200 по 240 год.
Его отцом был его предшественник Абдсамия. Он известен из девяти различных надписей, найденных в Хатре. Некоторые из них имеют даты, чтение которых, однако, вызывает трудности. На одной надписи, вероятно, стоит 207/208 год. Другую, высеченную на статуе, определить сложнее — это может быть 229/230 или 230/231, или 239/240 год.
От времен правления Санатрука и сохранились различные статуи. Одна из них изображают стоящего царя. Ещё одна поставлена в честь его супруги Аббу. В их браке родилась дочь по имени Дуспари, известная по статуе, датированной 549 годом селевкидской эры (238 год). Вторая статуя принадлежит её дочери Самаи. Известно также о двух сыновьях Санатрука. Абдсамия, названный в честь деда, был, вероятно, наследником трона. Мана, упомянутый в надписи от 235 года, правил областью Аравии, расположенной к юго-востоку от Эдессы. Это указывает на то, что Санатрук II расширил территорию своего царства. Из-за угрозы его городу-государству со стороны крепнущего государства Сасанидов он обратился к римлянам. В 226/227 году произошло первое, пока безуспешное, нападение сасанидского царя Ардашира I на Хатру. В результате Хатра стала римским клиентским царством и в ней был размещён римский гарнизон. Однако всё же в 240 году Хатра была взята и лишена независимости.
В арабских источниках Санатрук упоминается как Даизиан и Сатирун, а в сирийских работах как Санатру. Эти источники рассказывают также о его дочери Надире, которая предала город во время осады Сасанидами.